# Incidente del Curtiss Wright C-46 di Strato-Freight del 1949
Il 7 giugno 1949, un aereo Curtiss Wright C-46D, registrato negli Stati Uniti come NC92857, operante per la Strato-Freight, si schiantò nell'Oceano Atlantico 10 km (6,4 miglia) a ovest dell'Aeroporto di San Juan-Isla Grande a San Juan, Porto Rico mentre era in viaggio. rotta per Miami, Florida. Degli 81 passeggeri e membri dell'equipaggio a bordo, 53 morirono.

## Incidente
Il 4 giugno 1949 (tre giorni prima dell'incidente), lo Strato Freight C-46 arrivò a San Juan da Newark, nel New Jersey. La manutenzione regolare includeva un nuovo cavo di follow-up dei flap, oltre al controllo di entrambi i motori. A causa di una mancata accensione del motore destro, sono state installate anche 13 nuove candele.
Il 7 giugno l'aereo era in servizio per un volo per Miami. L'aereo ha rullato sulla pista alle 00:10 ed è decollato alle 00:21. Circa un minuto dopo, il motore destro iniziò a perdere potenza. L'equipaggio ha dichiarato un'emergenza; successivamente l'aereo si schiantò nell'Oceano Atlantico, a circa 200 m (656 piedi) dalla costa. L'aereo rimase a galla per sei minuti, durante i quali 28 degli 81 passeggeri e l'equipaggio riuscirono ad evacuare. Secondo varie fonti morirono 53 o 54 passeggeri. Questo fu, all'epoca, il più grande numero di vittime mai dovuto a un incidente aereo.

## Indagine

### Candele di accensione
Poiché il motore destro aveva avuto un ritorno di fiamma durante il controllo di manutenzione a San Juan, sono state installate 13 nuove candele (AC-LS-87). La candela AC-LS-87 rappresentava 30 delle 36 necessarie per il funzionamento del motore. Questo tipo di candela non è stato approvato per l'uso nel Curtiss C-46A dal produttore del motore o dalla United States Air Force (che vietava specificamente l'uso di questo tipo di candela nei motori Pratt e Whitney del C-46A). Inoltre, le candele del motore posteriore destro hanno subito danni estremi dovuti al calore. Questo era collegato all'interruttore di accensione del motore destro che si trovava nella posizione del magnete sinistro, consentendo solo l'accensione delle candele posteriori. Alla fine, il Civil Aeronautics Board (CAB) ha stabilito che "i terminali delle candele di questo motore sono risultati oleosi e sporchi e si è scoperto che gli elettrodi delle candele avevano troppo spazio".

### Sovraccarico
Strato-Freight ha calcolato che il peso lordo totale dell'NC92857 era di 44.500 libbre (20.185 kg), appena sotto il massimo consentito di 45.000 libbre (20.412 kg). Il Consiglio dell'Aeronautica Civile ha calcolato il peso totale a 48.709 libbre (22.094 kg), 3.709 libbre (1.682 kg) oltre il peso massimo certificato consentito. Secondo quanto riferito, i passeggeri a bordo erano nervosi prima dello schianto a causa del peso extra.

### Sicurezza dei passeggeri
Lo Strato-Freight NC92857, con un manifesto di 75 passeggeri, era configurato con 65 posti passeggeri. Cinque passeggeri erano neonati trasportati in braccio e 14 avevano un'età compresa tra 2 e 12 anni. Almeno cinque passeggeri diversi dai neonati condividevano il posto con un altro passeggero.

### Causa probabile
L'indagine ha concluso che "la perdita di potenza del motore destro prima che l'aereo raggiungesse la velocità di salita ottimale con un singolo motore, insieme alla condizione di sovraccarico dell'aereo, hanno provocato la perdita di quota e lo stabilizzamento in mare".

### Azioni correttive
La licenza di esercizio della Strato-Freight fu inizialmente sospesa e infine revocata a partire dall'8 novembre 1949. La CAA concluse che la compagnia "(non) ha esercitato la diligenza richiesta al titolare di un certificato di esercizio di vettore aereo, e dal modello delle sue violazioni manifesta un atteggiamento di indifferenza per la sicurezza altrui e di disprezzo delle norme aeronautiche civili."